# 艾勒·阿勒特
艾勒·阿勒特（丹麥語：Ejler Allert，1881年11月27日—1959年3月25日），丹麦男子赛艇运动员。他曾代表丹麦参加1912年夏季奥林匹克运动会赛艇比赛，获得男子四人单桨有舵手内桨架金牌。